# 会泽南星
会泽南星（学名：Arisaema dahaiense）为天南星科天南星属的植物，为中国的特有植物。分布于中国大陆的云南会泽等地，生长于海拔2,600米的地区，目前尚未由人工引种栽培。